# الزراعة في بولندا

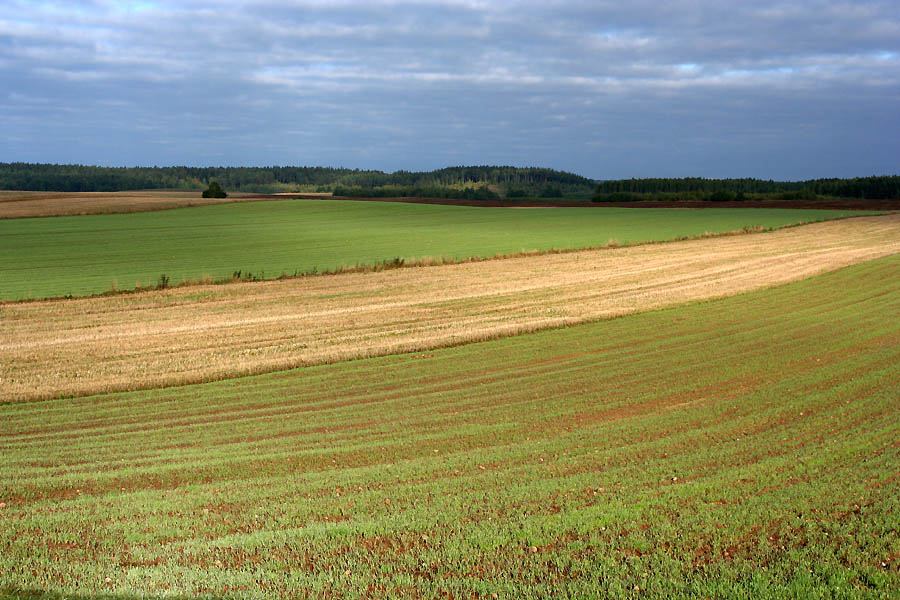

تعد الزراعة في بولندا جزءا هاما من اقتصاد البلاد. من 18727000 هكتار من الأراضي الزراعية (حوالي 60 في المئة من إجمالي مساحة بولندا) ، واستخدمت 14413000 هكتار لزراعة المحاصيل ، 265000 للبساتين ، وحوالي 4048500 للمروج والمراعي في عام 1989 في معظم المناطق ، ويفضل التربة والظروف المناخية نوع الزراعة المختلطة
في عام 1990 كانت أهم المحاصيل الحبوب ، التي جاءت من أعلى غلة القمح والجاودار والشعير ، والشوفان. وكانت المحاصيل الزراعية الرئيسية الأخرى والبطاطس ، وبنجر السكر والمحاصيل العلفية والكتان وحشيشة الدينار ، والتبغ ، والفاكهة. زراعة الذرة توسعت خلال 1980م ولكن لا تزال محدودة. المناطق الشمالية والوسط الشرقي للبلاد يحتوي على التربة الرملية الفقيرة المناسبة لالجاودار والبطاطا. أدلى أكثر ثراء التربة من الأجزاء الوسطى والجنوبية من البلاد ، باستثناء المرتفعات ، وتلك المناطق هي المراكز للقمح وبنجر السكر ، والقفزات ، وإنتاج التبغ. تم استخدام المزيد من الأراضي للوصول إلى أعلى الارتفاعات لزراعة الشوفان أو اليسار كما كان المروج والمراعي. نمت 13 في المئة أخرى في عام 1989 تم استخدام ما يقرب من نصف الأراضي الصالحة للزراعة في بولندا لزراعة الحبوب الرئيسية الأربعة ، والبطاطا. تحتوي جميع مناطق بولندا الأبقار ،والخنازير والدواجن والفواكه المزروعة ، بوصفها جزءا لا يتجزأ من الزراعة المختلطة.
في عام 1989 كانت بولندا ثاني أكبر منتج للالجاودار والبطاطس في العالم. واستخدمت هذه الأخيرة والخضروات والعلف للخنازير ، والإنتاج الصناعي من النشا والكحول. احتلت البلاد المرتبة السادسة في العالم من بنجر السكر ، والحليب ، وإنتاج الخنازير. ضمان كمية ونوعية الأراضي الزراعية الاكتفاء الذاتي وكميات كبيرة من المنتجات الزراعية المصنعة والمواد الغذائية المختلفة المتاحة للتصدير. صدرت في عام 1990 بولندا 26 في المئة من لحم الخنزير المقدد ، فضلا عن 63 في المئة من لحم الخنزير و16 في المئة من اللحوم المعلبة ، و10 في المئة من الدواجن ، و17 في المئة من السكر ، و67 في المئة من الفواكه والخضراوات المجمدة .